# Berty Schriber
Berty Schriber, szwajcarska curlerka.
Zespół z Weggis Curling Club dowodzony przez Schriber wygrał mistrzostwa Szwajcarii w 1974. Rok później powtórzył ten sukces. Od 1975 rozgrywano mistrzostwa Europy, więc ekipa Schriber była pierwszą kobiecą reprezentacją kraju. Podczas fazy grupowej turnieju w Megève Szwajcarki wygrały 4, a przegrały 2 mecze. Do rundy finałowej klasyfikowały się jedynie dwie najlepsze zespoły, drużyna z Weggis zajęła 3. miejsce i wróciła z brązowymi medalami.

## Drużyna
|           | Czwarta        | Trzecia         | Druga             | Otwierająca        |
| --------- | -------------- | --------------- | ----------------- | ------------------ |
| 1975/1976 | Berty Schriber | Marcelle Muheim | Madeleine Buffoni | Liselotte Schriber |
| 1974/1975 | Berty Schriber | Yvonne Würth    | Madeleine Buffoni | Liselotte Schriber |